# 키드급 구축함
키드급 구축함 (Kidd Class Destroyer) 또는 지룽급 구축함(基隆級 驅逐艦)은 스프루언스급 구축함 파생형으로 전 미국 해군 구축함이자 현 중화민국 해군의 주력 방공구축함이다.

## 역사
이란 제국의 주문으로 미국의 잉걸스 조선소에서 건조된 방공구축함으로 모두 4척이 건조되었다. 스프루언스급 구축함에 상위 함정인 버지니아급 순양함 전투체계를 탑재한 당대 최고의 방공구축함이었다.
그러나, 인도 직전에 이란에서 루홀라 호메이니가 이끈 이란 혁명이 발생하면서 이 함정들은 이란 해군이 아니라 미국 해군이 인수하였고 강력한 방공 성능과 냉방 시설의 이점을 활용하여 주로 중동 지역에 투입하였다.
그후 1980년대 ~ 90년대 근대화 개량을 실시하여 사격통제장비를 교체하였고 SM-2 MR 대공미사일 운영능력을 도입하였다. 그러나 이지스함인 알레이버크급 구축함이 대거 도입되면서, 키드급 구축함은 1999년부터 퇴역하고 장기 보존상태로 들어갔다.
중화민국 해군은 중화인민공화국 해군이 러시아의 소브레메니급 구축함을 도입하기로 하면서 그에 대한 대응책으로 알레이버크급 구축함을 도입을 추진하였으나 미국은 소극적인 입장을 보였다. 2001년에 발생한 미국 정찰기 EP-3과 중화인민공화국의 F8 방공전투기의 충돌 사건 이후, 중화인민공화국의 압력으로 결국 키드급 구축함을 도입하게 되었다.
이후 2003년 3월 중화민국 입법원에서 도입을 결정하였고 2003년 11월 미국 의회에서 판매안이 통과되었다. 2005년 2척이 도입되었고 2006년 2척이 순차적으로 지룽급 구축함이라는 이름으로 중화민국에 인도되었다.
이지스 시스템 탑재 구축함을 제외하면 가장 강력한 방공성능을 탑재한 방공구축함 중 하나이다. 중화민국이 알레이버크급 대신에 키드급 구축함 도입에 동의한 것도 도입 당시를 기준으로 중화인민공화국의 군사적 위협에 충분히 대응할 수 있는 함정이라고 평가되었기 때문이다.

## 동형함
DDG-993 키드
이란이 처음 주문했을 당시 이름은 Kouroush였다. 키드라는 함명은 진주만 공격 당시 기함인 애리조나 호의 함교에서 전사한 아이작 키드 제독의 이름을 딴 것이다. 미국 해군이 운용하다가  중화민국에 팔았고, 현재 이름은 DDG-1803 쭤잉(左營)이다. 1979년에 진수되어 1981년에 취역하였다.
DDG-994 캘러헌
이란이 명명한 이름은 Daryush였다. 캘러헌이라는 이름은 1942년 과달카날 전역(제3차 솔로몬 해전) 당시 샌프란시스코 중순양함을 지휘하던 중 전사한 다니엘 캘러헌 제독의 이름을 땄다. 중화민국 해군이 운용하는 현재 이름은 DDG-1802 쑤아오(蘇澳)이다. 2005년 12월 17일 중화민국 해군에 취역했다.
DDG-995 스코트
이란이 주문했던 이름은 Nader였다. 스코트란 이름은 역시 과달카날 해전 당시 경순양함 CL-51 애틀란타에서 지휘 중 캘러헌 제독과 함께 전사한 노르만 스코트(Norman Scott) 소장의 이름을 땄다. 중화민국 해군이 운용 중인 현재 이름은 DDG-1801 지룽(基隆)이다. 2005년 12월 17일 중화민국 해군에 취역했다.
DDG-996 챈들러
이란이 주문한 이름은 Andushirvan이다. 챈들러라는 함명은 1945년 1월 7일 가미카제의 공격으로 경순양함 CA-28 루이스빌이 피격되어 전소되었을 때 전사한 테오도어 챈들러 소장의 이름을 딴 것이다. 중화민국 해군의 제식 명은 DDG-1805 마콩(馬公)이다. 1980년에 진수되어 1982년에 취역하였다.

## 같이 보기
- 세종대왕급 구축함
- 호바트급 구축함
- 작센급 호위함